# 아라가키 유이
아라가키 유이(新垣 結衣, 1988년 6월 11일 ~ )는 일본의 배우이자 가수, 패션 모델이다. 주 애칭은 각키(ガッキー)이다. 오키나와현 나하시 출신으로, 신체는 169cm, 혈액형은 A형이다.

## 약력
오자토촌 오자토 중학교에 재학 중이던 2001년 신쵸샤의 여학생 패션 잡지 〈니콜라〉의 독자였던 언니로부터 “나는 연령 제한으로 오디션에 응모할 수 없으니 네가 한 번 해봐”라는 말을 듣고 모델(니코모) 오디션에 응모하여 그랑프리를 획득하였다. 2005년 봄 니코모 계약이 만료될 때까지 〈니콜라〉의 표지 모델로 당시 최다인 15번째 등장하였다.
〈니콜라〉의 전속 모델을 그만두기 전인 2004년경부터 그라비아 모델과 배우 활동을 시작했다. 그라비아 아이돌로는 주로 소년 잡지의 모델로 활동했다. 2006년 3월 3일에 첫 사진집 〈츄라☆츄라〉를, 5월 17일에 이미지 영상집 〈XIANGYU 샹유이~相偶〉를 발표했다.
버라이어티 프로그램에서는 2005년 10월부터 《낙하녀》(NTV)에 고정으로 출연.。
2006년부터 2008년까지 에자키 글리코 〈포키〉 시리즈의 CM에 출연이 계기가 되어 브레이크하였다.
여배우로는 2005년에 《시부야 15》 (TV 아사히)로 드라마에 데뷔하였다. 2006년 1월 《트루 러브》(후지 TV)에서 첫 주연을 맡았다. 3분기·7월과 4분기·10월에는 각각 토요일 9시 드라마 《걸 서클》과 《마이☆보스 마이☆히어로》(이상 NTV)에 연달아 연속 출연하였다.
애니메이션 성우에 도전, 영화 《개구리 중사 케로로 - 최종병기 키루루입니다》에서 미라라 역으로 출연했고, TV 애니메이션 《디지몬 세이 버즈》(후지 TV)에서 후지에다 요시노 역으로 고정 출연했다.
영화 《와루보로》(2007년 9월 8일 공개)로 영화 첫 출연. 《사랑하는 마도리》(2007년 8월 18일 공개)에서 영화 첫 주연. 그 후에도 《연공》이나 《하나미즈키》에서 주연을 맡았다.
2007년 8월 6일, 《사랑하는 마도리》의 주제가 〈메모리즈〉로 가수 데뷔. 이 곡은 〈SCHOOL OF LOCK!〉의 사이트에서 독점 선행 전달되어 벨소리만 이날부터 나흘간 선행 전달되었다. 또한 10월 1일에는 《연공》의 삽입곡 〈heavenly days〉가 《GIRLS LOCKS!》에서 거의 풀(2절 머리까지)로 공개되었다. 그 후에도 본인 출연을 중심으로 《SCHOOL OF LOCK!》에서 신곡이 피로되고 있다.
같은 해 11월 3일 방송의 《COUNT DOWN TV》로 가요 프로그램 첫 출연하여 ‘heavenly days’를 불렀다. 12월 5일에는 앨범 〈하늘〉로 CD 데뷔. 12월 21일에는 일본무도관에서 데뷔 이벤트 〈데뷔 앨범 ‘하늘’ 발매 기념! SCHOOL OF LOCK!와 아라가키 유이의 heavenly Xmas in 일본 무도관〉을 개최했다.
2008년 3월 15일 제6회 도쿄 걸즈 콜렉션에서 〈BEST GIRL OF 2007〉을 수상하며 제1회 그랑프리를 차지했다.
2009년 11월 소니 워크맨의 CM 출연에 즈음하여 MONGOL800의 〈작은 사랑의 노래〉를 노래를 불러 타 가수의 노래를 처음으로 커버했다.
2010년 6월 25일, 영화 《하나미즈키》에 등장하는 자필의 그림책 〈The Three Little Pigs (세 마리의 새끼 돼지)〉가 일반 발매되었다.
2011년 7월 11일, 《전개걸》(후지 TV)에서 연속 드라마 첫 주연.
2012년 12월 30일 제54회 일본 레코드 대상(TBS)에서 첫 레코드 대상 사회를 맡았다. 사회 자체도 자신에게는 처음이 된다.
2014년 11월 8일 영화 《트와일라잇: 사사라사야》로 처음으로 어머니 역을 맡았다.
2017년 3월 23·24일 방송의 《인연 ~달리는 기적의 망아지~》으로 NHK 드라마 첫 출연.
2022년 방송 예정인 《가마쿠라도노의 13인》(NHK)에서 대하드라마 첫 출연 예정.

### 개인사
2021년 1월 2일에 방송된 스페셜 드라마 《도망치는 건 부끄럽지만 도움이 된다 힘내라 인류! 신춘 스페셜!!》 촬영 종료 후 싱어송 라이터이자 배우 호시노 겐과 결혼을 전제로 교제를 시작, 2021년 5월 19일에 결혼할 예정이라고 쌍방 소속사가 FAX로 발표했다. 30세 전후 미혼의 청순파 여배우가 결혼한다는 점에서, 이 결혼은 팬들 사이 SNS에서 '상실'을 뜻하는 〈각키로스〉라는 말이 회자되었고 일본 외에 해외에도 큰 충격을 주었다.
또한 소속사 레프로 엔터테인먼트와는 일부를 제외하고는 계약을 종료하여 결별하였고,이후 무소속으로 활동한다고 발표되었다.

## 인물·성격·교우관계
- 가족 구성은 아버지, 어머니, 언니 2명.

- 오키나와 시립 카이난 초등학교, 오오자토 촌립 오자토 중학교(현 난조 시립 오자토 중학교)를 졸업 한 후 도쿄로 상경하여 2007년 3월에 히노데 고등학교 졸업. 동급생은 타베 미카코가 있다.

- 좋아하는 아티스트는 동향 (오키나와현 출신)의 SPEED.[24] 2013년 4월에 방송된 《하나마루 마켓》(TBS)에서 초등학교 시절은 SPEED에 들어가는 것이 꿈으로 오키나와 액터즈 스쿨의 시험을 받았으나 불합격했다는 에피소드를 언급했었다.[24] 그 외에는 HY, Cocco가 있다.

- 표범도마뱀붙이의 시짱과 카니헨 닥스훈트의 코코 짱을 기르고 있다.[25]

- 친구 : 히가 마나미(같은 오키나와 출신 이자 유이보다는 언니), 토다 에리카(동갑), 렌부츠 미사코(유이보다 동생), 코난 유카, 타베 미카코(동급생)

- 2006년 포키의 CM이나 2016년의 텔레비전 드라마 《도망치는 건 부끄럽지만 도움이 된다》(TBS)에서 댄스를 선보이고 있지만, 배운 적은 없다.[26]

- 오키나와 출신이지만 더위에 약하다.

- 어렸을 때부터 낯을 많이 가리는 성격.

- 1인칭은 기본적으로 나(私 와타시[*])지만 자신이 쓰는 블로그에서는 나(僕 보쿠[*]) 또는 유이보, 유이, 아라가키, 각키, 각키짱 등을 쓴다. 중학교 때는 유이나 유이보 등으로 불렸다. 애칭 각키는 니콜라 모델이 되고 얼마 지나지 않아 에노모토 아야코가 붙여준 것으로, 니콜라 전속 모델로 활동할 때는 본명보다 이 애칭으로 쓰일 때가 많았다.

- 특기는 일러스트. 좋아하는 만화는 러브★콤과 란마 ½.

- 잘하는 요리는 고야참프루(고야참플). 버라이어티 방송 《사랑하는 하니카미!》에 출연했을 때 코이데 케이스케에게 만들어 주었던 것 외에, NTT 동일본 기업 광고 〈가정과 학생 유이의 생각〉편에서도 실력을 뽐냈다.

- 샤워한 후의 냄새를 좋아한다.[주 1]

## 블로그·멤버십 사이트
2007년 11월 7일, 아메바에서 공식 블로그를 개설. 개설 초기부터 한 게시물당 1000개 이상의 댓글이 달렸고, 독자로부터 알려진 6일 후에는 아메바 블로그의 액세스 랭킹에서 2위를 기록했다. 또한 비공개였던 혈액형에 대해 2007년 11월 21일자 블로그 기사에서 〈O형 성향의 A형〉이라고 설명했다. 2008년 6월 11일, 자신의 스무 번째 생일에 맞춰 블로그 폐쇄를 발표했다.
2009년 6월 11일 스물 한 번째 생일에 유료의 〈레프로 프리미엄 클럽 아라가키 유이 공식 멤버스 사이트〉를 개설. 그동안 휴대전화 사이트에서만 공개한 〈아라가키 장(帳)〉을 PC에서도 블로그 형식으로 열람이 가능하도록 PC 사이트에 자신의 콘텐츠를 제공했다. 2011년 11월 30일, 〈레프로 프리미엄 클럽 아라가키 유이 공식 멤버즈 사이트〉를 종료했다.

## 출연 작품
역할의 굵은 글씨는 주연 작품

### 텔레비전 드라마
| 방송 일자                    | 제목                                                             | 역할                      | 방송사    | 비고                                     |
| ---------------------------- | ---------------------------------------------------------------- | ------------------------- | --------- | ---------------------------------------- |
| 2005년 1월 10일 ~ 3월 28일   | 시부야 15 (Sh15uya)                                              | 에마                      | TV 아사히 | 데뷔작                                   |
| 2005년 7월 8일 ~ 9월 16일    | 드래곤 사쿠라                                                    | 코사카 요시노             | TBS       |                                          |
| 2005년 11월 25일             | 3밤 연속 스페셜 드라마 〈여자의 일대기 - 둘째밤〉 고시지 후부키  | 코시지 후부키 (소녀 시절) | 후지 TV   | 단편                                     |
| 2006년 1월 9일               | P&G 팬틴 드라마 스페셜 〈트루 러브〉                             | 아소 나츠미               | 후지 TV   | 단편                                     |
| 2006년 3월 17일              | 제5회 아사히 21세기 신인 시나리오 대상 〈그녀의 연문〉           | 가와무라 유카리           | TV 아사히 | 단편                                     |
| 2006년 4월 15일 ~ 6월 24일   | 걸 서클                                                          | 사카시타 나기사           | NTV       |                                          |
| 2006년 7월 8일 ~ 9월 18일    | 마이☆보스 마이☆히어로                                            | 우메무라 히카리 (히로인)  | NTV       |                                          |
| 2007년 7월 1일 ~ 8월 19일    | 아빠와 딸의 7일간                                                | 카와하라 코우메 (히로인)  | TBS       |                                          |
| 2008년 7월 3일 ~ 9월 11일    | 코드 블루 -닥터헬기긴급구명- 1st season                          | 시라이시 메구미 (히로인)  | 후지 TV   |                                          |
| 2009년 1월 10일              | 코드 블루 -닥터헬기긴급구명- 신춘 스페셜                         | 시라이시 메구미 (히로인)  | 후지 TV   | 단편                                     |
| 2009년 4월 17일 ~ 6월 26일   | 스마일                                                           | 미시마 하나 (히로인)      | TBS       |                                          |
| 2010년 1월 11일 ~ 3월 22일   | 코드 블루 -닥터헬기긴급구명- 2nd season                          | 시라이시 메구미 (히로인)  | 후지 TV   |                                          |
| 2010년 1월 14일              | 엔젤뱅크~전직 대리인                                             | 후지카와 가린 (히로인)    | TV 아사히 | 제1화 게스트 출연                        |
| 2011년 7월 11일 ~ 9월 19일   | 전개걸                                                           | 아유카와 와카바           | 후지 TV   |                                          |
| 2011년 12월 9일              | 금요 슈퍼 프라임 〈란마 ½〉                                      | 텐도 아카네               | NTV       | 단편                                     |
| 2012년 1월 3일               | 신춘 스페셜 드라마 〈이제 유괴 같은건 안할래〉                   | 하나조노 에리카           | 후지 TV   | 단편                                     |
| 2012년 4월 17일 ~ 6월 26일   | 리갈 하이 1                                                      | 마유즈미 마치코           | 후지 TV   |                                          |
| 2013년 4월 13일              | 리갈 하이 스페셜                                                 | 마유즈미 마치코           | 후지 TV   | 단편                                     |
| 2013년 4월 14일 ~ 6월 23일   | 하늘을 나는 홍보실                                               | 이나바 리카               | TBS       |                                          |
| 2013년 10월 9일 ~ 12월 18일  | 리갈 하이 2                                                      | 마유즈미 마치코           | 후지 TV   |                                          |
| 2014년 3월 9일 ~ 3월 16일    | S -최후의 경관-                                                  | 하야시 이루마             | TBS       | 제9화·최종화                             |
| 2014년 10월 27일 ~ 11월 7일  | ZIP! 〈아라가키 유이 × 오오이즈미 요에 의한 부부의 짧은 이야기〉 | 사야                      | NTV       | 영화 《트와일라잇: 사사라사야》의 단편극 |
| 2014년 11월 22일             | 리갈 하이 스페셜                                                 | 마유즈미 마치코           | 후지 TV   | 단편                                     |
| 2015년 10월 10일 ~ 12월 12일 | 오키테가미 쿄코의 비망록                                         | 오키테가미 쿄코           | NTV       |                                          |
| 2016년 10월 11일 ~ 12월 20일 | 도망치는 건 부끄럽지만 도움이 된다                               | 모리야마 미쿠리           | TBS       |                                          |
| 2017년 3월 23일 ~ 3월 24일   | 인연 ~달리는 기적의 망아지~                                      | 마쓰시타 마사코 (히로인)  | NHK 종합  | 단편                                     |
| 2017년 7월 17일 ~ 9월 18일   | 코드 블루 -닥터헬기긴급구명- 3rd season                          | 시라이시 메구미 (히로인)  | 후지 TV   |                                          |
| 2018년 7월 28일              | 코드 블루 -닥터헬기긴급구명- 특별 편 - 또 하나의 전장            | 시라이시 메구미 (히로인)  | 후지 TV   | 단편                                     |
| 2018년 10월 10일 ~ 12월 12일 | 짐승이 될 수 없는 우리                                           | 신카이 아키라             | TV 아사히 |                                          |
| 2020년 8월 2일 ~ 9월 3일     | 부모 바보 청춘 백서                                              | 오비카 사치코 (히로인)    | NTV       |                                          |
| 2021년 1월 2일               | 도망치는 건 부끄럽지만 도움이 된다 힘내라 인류! 신춘 스페셜!!    | 모리야마 미쿠리           | TBS       | 단편                                     |
| 2021년 6월 27일              | 드래곤 사쿠라 2                                                  | 고사카 요시노             | TBS       | 최종화 우정 출연                         |
| 2022년 1월 9일 ~ 12월 18일   | 대하드라마 〈가마쿠라도노의 13인〉                               | 야에 (히로인)             | NHK 종합  |                                          |
| 2023년 3월 19일 ~ 4월 16일   | 펜스                                                             | 시로마 카오루             | WOWOW     | 5화 특별 출연                            |
| 2023년 4월 10일 ~ 6월 19일   | 카자마 키미치카 ~교장0~                                          | 하야다 세이코             | 후지 TV   |                                          |

### 영화
| 개봉일자         | 제목                                               | 역할                     | 배급사                   | 비고 |
| ---------------- | -------------------------------------------------- | ------------------------ | ------------------------ | ---- |
| 2007년 8월 18일  | 사랑하는 마도리                                    | 아오키 유이              | 시네콰논                 |      |
| 2007년 9월 8일   | 와루보로                                           | 야마다 키쿠코 (히로인)   | 도에이                   |      |
| 2007년 11월 3일  | 연공                                               | 타하라 미카              | 도호                     |      |
| 2008년 10월 11일 | 플레이 플레이 소녀                                 | 모모야마 모모코          | 쇼치쿠                   |      |
| 2009년 9월 5일   | BALLAD 이름없는 사랑 노래                          | 가스가 렌 공주 (히로인)  | 도호                     |      |
| 2010년 8월 21일  | 하나미즈키                                         | 히라사와 사에            | 도호                     |      |
| 2012년 1월 28일  | 기린의 날개~극장판·신참자~                         | 나카하라 카오리          | 도호                     |      |
| 2014년 11월 8일  | 트와일라잇: 사사라사야                             | 사야                     | 워너브라더스 재팬        |      |
| 2015년 2월 28일  | 입술에 노래를                                      | 카시와기 유리            | 아스믹 에이스            |      |
| 2015년 8월 29일  | 극장판 S -최후의 경관- 탈환 RECOVERY OF OUR FUTURE | 하야시 이루마            | 도호                     |      |
| 2017년 10월 21일 | 믹스.                                              | 후쿠다 타마코            | 도호                     |      |
| 2018년 8월 7일   | 극장판 코드 블루 -닥터 헬기 긴급 구명-             | 시라이시 메구미 (히로인) | 도호                     |      |
| 2022년 7월 22일  | GHOSTBOOK 오바케즈칸                               | 하야마 요코              | 도호                     |      |
| 2023년 11월 10일 | 정욕                                               | 키류 나츠키              | 비터스 엔드              |      |
| 2024년 6월 7일   | 위국 일기                                          | 코다이 마키오            | 도쿄 테아토르 / 쇼게이트 |      |

### 극장판·TV 애니메이션
| 개봉일자                         | 제목                                                               | 역할            | 배급사/방송사 | 비고              |
| -------------------------------- | ------------------------------------------------------------------ | --------------- | ------------- | ----------------- |
| 2006년 3월 11일                  | 개구리 중사 케로로 - 최종병기 키루루입니다                         | 미라라          | KADOKAWA      | 극장판 애니메이션 |
| 2006년 4월 2일 ~ 2007년 3월 25일 | 디지몬 세이버즈                                                    | 후지에다 요시노 | 후지 TV       | TV 애니메이션     |
| 2008년 9월 26일                  | 크레용 신짱 〈응원 플레이 플레이 엉덩이도 플레이 플레이 스페셜!!〉 | 모모야마 모모코 | TV 아사히     | TV 애니메이션     |
| 2009년 9월 4일                   | 크레용 신짱 〈사랑의 전국 메모리다〉                               | 렌              | TV 아사히     | TV 애니메이션     |
| 2024년 8월 30일                  | 너의 색                                                            | 자매 히요시코   | 도호          | 극장판 애니메이션 |

## 그 외 출연

### 다큐멘터리
- 보도 대하스페셜 생명의 지구... 경고! 지금 거기에 있는 50가지의 위기 우리가 할 수 있는 것은? (2008년 4월 2일, TBS) - 리포터
- 아라가키 유이 한발씩, 조금씩 ~스무살의 지금~ (2008년 10월 18일, NHK)
- FNN 슈퍼 뉴스 (2010년 2월 8일, 후지 TV) - 슈퍼 특보 '닥터 헬기 아라가키 유이가 최전선 보고!'에 출연
- 싸우는 간호사SP 〈코드 블루〉가 본 기적의 이야기 (2010년 3월 21일, 후지 TV)
- 정열대륙 - 여배우 아라가키 유이 (女優 新垣結衣) (2010년 8월 15일, MBS·TBS)
- 선수의 영혼 제2회 〈일본이 힘낼 수 있도록~이시카와 료 19세의 다짐~〉 (2011년 4월 11일, NHK) - 내레이션
- NHK 스페셜 〈생명 대약진〉 (2015년 5월 10일·6월 7일·7월 5일, NHK) - 네비게이터
- 두 사람의 디스턴스 (2021년 8월 16일, NHK) - 내레이션

### 버라이어티
- Parky Party (2003년, TV 도쿄)
- 생각하는 사람 (2004년, 후지 TV)
- 니코모노! (2004년, 텔레비 오사카)
- 헤세이 교육 학원 (2005년, 후지 TV) - 격주 레귤러
- 낙하녀 (2005년 ~ 2006년, NTV) - 레귤러
- 오토모에! (2007년 ~ 2008년, NTV) - 레귤러

### 라디오
- SCHOOL OF LOCK! (JFN·TOKYO FM) - 퍼스널리티 
  - 〈GIRLS LOCKS!〉 (2006년 10월 ~ 2010년 12월) - 매달 첫째주 (2006년 10월 ~ 2008년 3월) / 매달 셋째주 (2008년 4월 ~ 2010년 9월) / 2010년 11월 다섯째주 등 각 달 - 목요일 담당. '소문부', 줄여서 '소부' 부장.
  - 〈각키-LOCKS!〉 (2011년 1월 ~ ) - 매달 넷째주 담당.
- 아라가키 유이의 올 나이트 닛폰 (2007년 12월 10일, 닛폰 방송) - 퍼스널리티

### 광고(CM)
기업 브랜드의 굵은 글씨 표시는 현재 출연 광고
- 다이오제지 〈엘리에르〉 (2003년 1월 ~ 12월)
- 메이지 제과
  - 메이지 초콜릿 (2004년 12월 ~ 2005년 12월) - 카호, 오사와 아카네와 공동 출연
  - 메이지 아몬드&마카다미아 (2011년 4월 ~ 2018년 3월)
  - 메이지 메르티키스 (2011년 10월 ~ )
  - 발렌타인 2014 (2014년 2월)
  - 초콜릿 효과 (2018년 3월)
- JT 세노비 (2005년 3월 ~ 2006년 2월)
- NTT 동일본 (2005년 12월 ~ 2013년 12월)
- P&G 재팬 〈팬틴〉 (2006년 1월 ~ 2010년 12월, 2011년 9월 ~ 2012년 9월, 2014년 4월 ~ 6월)
- 치바비전 (2006년 2월 ~ 2007년 1월)
- 에자키 글리코 〈포키〉 (2006년 10월 ~ 2008년 9월)
- 리크루트 〈타운워크〉 (2006년 11월 ~ 2007년 10월)
- 일본적십자사 〈스무살의 헌혈 캠페인〉 (2007년 1월 ~ 12월)
- 유니클로 (2007년 2월 ~ 2008년 1월, 2017년 3월 ~ 5월)
  - 〈SKINNY MIX〉 캠페인 (2007년 2월 ~ 4월) - 마리에와 공동 출연
  - 드레이프 컬렉션 (2017년 3월)
- 아사히 음료
  - 미츠야사이다 (2007년 3월 ~ 2008년 2월)
  - 16차 (2009년 2월 ~ )
- 손해보험재팬 (2007년 10월 ~ 2008년 9월)
- 로토 제약
  - ROHTO 리세 (2008년 3월 ~ 2010년 2월)
  - ROHTO C큐브 (2008년 3월 ~ 2010년 2월, 2014년 4월 ~ 2017년 3월)
- 라운드원 (2009년 4월 ~ 2010년 3월)
- SONY Walkman 〈Play You.〉 (2009년 10월 ~ 2010년 9월)
- 하루야마상사 〈신사복 하루야마〉 (2010년 2월 ~ 2012년 1월) - 카와시마 우미카, 다카다 노부히코와 공동출연
- 도쿄 지하철 〈TOKYO HEART〉 (2010년 4월 ~ 2011년 3월)
- 도요타 자동차
  - Ractis (2010년 11월 ~ 2011년 10월)
  - 노아 (2017년 7월 ~ 2018년 1월)
- DeNA Mobage
  - DeNA Mobage 모바게타운엔 (2011년 11월 ~ 2012년 10월)
  - DeNA Mobage FINAL FANTASY BRIGADE (2012년 7월 ~ 2013년 6월) - 에이타, 엔도 켄이치, 야하기 켄과 공동출연
- 캐논
  - 미러리스 카메라 〈EOS M〉, 〈EOS M2〉 (2012년 7월 ~ 2014년 7월) - 츠마부키 사토시와 공동출연
  - 컴팩트 디지털 카메라 〈IXY〉, 〈PowerShot〉 (2013년 2월 ~ 2014년 2월)
  - SLR 카메라 〈EOS kiss X7 화이트〉 (2013년 11월 ~ 2015년 6월)
- KOSE
  - 설기정 (2012년 7월 ~ )
  - ESPRIQUE 리치 퐁듀 루즈 (2014년 11월 ~ 2015년 2월)
  - ESPRIQUE (2021년 2월 ~ )
  - 고세코스메 포트 비오리스 (2018년 3월 ~ 2024년 2월)
- 닛신 식품 〈치킨라멘〉 (2013년 7월 ~ 2020년 7월)
- GMO클릭 증권 〈Life is Your Life.〉 (2015년 1월 ~ 2022년 6월)
- 니혼제지크레시아 〈크리넥스〉 (2017년 4월 ~ 2019년 3월)
- 라이온 〈소후란 아로마 리치〉 (2019년 8월 ~ )
- 닌텐도 스위치
  - 링 피트 어드벤처 (2019년 10월 ~ )
  - 모여봐요 동물의 숲 (2021년 3월 ~ )
- 아지노모토 〈Bistro Do〉 (2021년 3월 ~ )
- 아사히 맥주 〈아사히 생맥주〉 (2021년 9월 ~ 2023년 2월)

### 모델·이미지 캐릭터
- Gunze 〈피에끌레르〉 (2002년 ~ 2003년)
- Takara Sweet Bambini (2004년)
- 신주쿠 SUBNADE (2004년)
- 헤이세이 18년도의 화재예방운동용 방화 포스터 (2006년)
- H&M 〈LET'S CHANGE〉 (2021년) - GW 캠페인 앰버서더

### 기타 경력
- 제85회 전국 고등학교 축구 선수권 대회 (2006년 12월 ~ 2007년 1월 8일, NTV) - 응원 매니저
- NHK 홍백가합전 (NHK 종합)
  - 제58회 심사위원 (2007년 12월 31일)
  - 제67회 심사위원 (2016년 12월 31일)
- 열려라! 마법의 문~함께 부르는 꿈의 노래~ (2008년 5월 5일, NHK) - 네비게이터
- 아라가키 유이의 여자 여행 in Hawaii (2011년 1월 1일 ~ 6월 4일, BeeTV)
- 24시간 테레비 35 〈24시간 테레비 미래〉 (2012년 8월 25일 ~ 26일, NTV) - 자선 퍼스낼리티
- Hello! 포토☆러버즈~밀·토루·아루쿠~ (2012년 10월 4일 ~ 10월 11일, BS 아사히) - 타츠키 요시히로와 공연
- 제54회 빛난다! 일본 레코드 대상 (2012년 12월 30일, TBS) - 사회
- GirlsAward 2013 AUTUMN/WINTER 시크릿 (2013년 9월 28일) - 특별 게스트

## 음반

### 싱글
| 횟수 | 발매일           | 제목        | 형태   |                                          |
| ---- | ---------------- | ----------- | ------ | ---------------------------------------- |
| 1    | 2008년 7월 16일  | Make my day | CD     | 첫회한정반A                              |
| 1    | 2008년 7월 16일  | Make my day | CD+DVD | 첫회한정반B                              |
| 1    | 2008년 7월 16일  | Make my day | CD+DVD | 첫회한정반C                              |
| 2    | 2008년 10월 15일 | 붉은 실     | CD+DVD | 통상반                                   |
| 2    | 2008년 10월 15일 | 붉은 실     | CD     | 첫회생산한정반                           |
| 3    | 2009년 2월 25일  | piece       | CD     | 통산반                                   |
| 3    | 2009년 2월 25일  | piece       | CD     | 첫회한정반A                              |
| 3    | 2009년 2월 25일  | piece       | CD     | 첫회한정반B                              |
| 4    | 2009년 5월 27일  | 사생화      | CD     | 통산반                                   |
| 4    | 2009년 5월 27일  | 사생화      | CD     | 첫회한정반                               |
| 4    | 2009년 5월 27일  | 사생화      | CD     | 후지 세이지 디자인 자켓 완전 생산 한정반 |

### 앨범
| 횟수 | 발매일          | 제목   | 형태   | 형태        |
| ---- | --------------- | ------ | ------ | ----------- |
| 1    | 2007년 12월 5일 | 하늘   | CD+DVD | 통산반      |
| 1    | 2007년 12월 5일 | 하늘   | CD     | 첫회한정반  |
| 2    | 2009년 6월 17일 | hug    | CD+DVD | 통산반      |
| 2    | 2009년 6월 17일 | hug    | CD     | 첫회한정반A |
| 2    | 2009년 6월 17일 | hug    | 2CD    | 첫회한정반B |
| 3    | 2010년 9월 22일 | 무지개 | CD     | 통산반      |
| 3    | 2010년 9월 22일 | 무지개 | CD     | 첫회한정반A |
| 3    | 2010년 9월 22일 | 무지개 | CD+DVD | 첫회한정반B |

### 영상 작품
| 횟수 | 발매일           | 제목      | 형태 |
| ---- | ---------------- | --------- | ---- |
| 1    | 2007년 12월 12일 | そらFilms | DVD  |

### 인터넷 다운로드
| 전달 개시일     | 제목                            | 가수명                                   | 형태                      | 비고 |
| --------------- | ------------------------------- | ---------------------------------------- | ------------------------- | --- |
| 2009년 12월 9일 | 작은 사랑의 노래 (小さな恋の歌) | 아라가키 유이와 소년 소녀 각키단         | 벨소리·착신음·mora·iTunes | MONGOL800 커버곡. SONY Walkman Play You. CM송. 〈노래 10대〉 프로젝트 「아라가키 유이와 3000명의 중고생」에 의하면 「3000명+1 버전」 이후 디지털 전송 및 구독 배달이 해금되었다.                                              |
| 2010년 9월 22일 | 하나미즈키(ハナミズキ)          | 아라가키 유이 & SCHOOL OF LOCK! 리스나즈 | 착신음·mora               | 히토토 요의 커버 곡. TOKYO FM 〈SCHOOL OF LOCK!〉의 청취자로부터 선정된 12명의 선발 멤버와 아카사카 사카스에 모인 200명 이상의 학생들과 함께 공개 수록된 「SCHOOL OF LOCK! 버전」 이후 디지털 전송 및 구독 배달이 해금되었다. |

### 타이업
| 곡명 (원어)                        | 곡명 (풀이)        | 타이업                                                           |
| ---------------------------------- | ------------------ | ---------------------------------------------------------------- |
| heavenly days                      |                    | 도호 배급 영화 〈연공〉 삽입곡                                   |
| 陽のかげる丘 히노카케루오카[*]     | 햇빛이 비추는 언덕 | 미츠야 사이다 TVCM송                                             |
| Make my day                        |                    | 후지 TV 드라마 〈81 다이버〉 주제가                              |
| メモリーズ                         | 메모리즈           | 씨네콰논 배급 영화 〈사랑하는 마도리〉 주제가                    |
| うつし絵 우쓰시에[*]               | 사생화             | NTV 드라마 〈사랑해: 용서〉 삽입곡                               |
| ハチミツ 하치미쓰[*]               | 벌꿀               | TBS 〈봄Sacas〉 주제가                                           |
| Heart will drive                   |                    | 라운드원 기업 CM송                                               |
| 小さな恋の歌 지이사나코이노우타[*] | 작은 사랑의 노래   | SONY Walkman 〈Play You.〉 CM송                                  |
| WALK                               |                    | 쇼치쿠 배급 영화 〈곤충이야기 꿀벌 해치 ~용기의 멜로디~〉 주제가 |

### 비디오, DVD
- 니콜라 비디오☆창간호 ~첫 메이크 업★A to Z~ (2002년 7월 31일, AVEX)
- XIANGYU 샹유이~相偶 DVD & UMD (2006년 5월 17일)
- 닛코리 아라가키 유이 in 사랑하는 마도리 DVD (2007년 7월 19일)
- 한낮의 별 DVD & Blu-ray (2011년 4월 13일)

## 서적

### 잡지
- 니콜라 (2001년 10월호 ~ 2005년 5월호, 신쵸샤)
- ELLE girl (2010년 8월호 ~ 2011년 6월호, 아셰토후진가호샤)
- NYLON JAPAN (2010년 6월호 ~ 2019년 5월호, 카에루무)

### 동화책
- 〈The Three Little Pigs〉 (3마리의 아기 돼지) (2010년 6월 25일 발간, mpi)

### 사진집
- 각키 북 (2004년 4월 1일 발매, 신쵸샤) - 니콜라 4월호 별책
- 츄라☆츄라 (2006년 3월 3일 발매, 슈에이샤)
- 맛시로 (2007년 3월 20일 발매, 슈에이샤)
- 닛코리 아라가키 유이 in 사랑하는 마도리 (2007년 7월 19일 발매, 겐토샤)
- 연공 공식 포토 카드 북~ 아라가키 유이 as 미카~ (2007년 10월 19일 발매, 도쿄 뉴스 통신사)
- 월간 아라가키 유이 Special (2010년 7월 22일 발매, 신쵸샤)
- NYLON JAPAN × Yui Aragaki Fashion Photo Magazine (2012년 9월 20일 발매, 트랜스 미디어)
- YUI ARAGAKI NYLON JAPAN ARCHIVE BOOK 2010-2019 (2019년 12월 5일 발매, 카무에루)

### 캘린더
- 아라가키 유이 2005년도 ~ 2019년도 캘린더 (2004년 ~ 2018년, 트라이엑스)[주 6]

## 수상
| 연도 | 시상식                                | 부문              | 작품                                       |
| ---- | ------------------------------------- | ----------------- | ------------------------------------------ |
| 2001 | 제4회 니콜라 독자 모델 오디션         | 그랑프리          | 빈칸                                       |
| 2007 | 제20회 닛칸 스포츠 영화 대상          | 신인상            | 와루보로, 연공                             |
| 2007 | 제4회 월간 TVnavi 드라마 오브 더 이어 | 여우조연상        | 아빠와 딸의 7일간                          |
| 2007 | 제17회 TV LIFE 연간 드라마 대상       | 여우조연상        | 아빠와 딸의 7일간                          |
| 2008 | 제6회 도쿄 걸즈 컬렉션                | BEST GIRL OF 2007 | 빈칸                                       |
| 2008 | 제29회 요코하마 영화제                | 최우수신인상      | 사랑하는 마도리, 와루보로, 연공            |
| 2008 | 제32회 엘란도르상                     | 신인상            | 사랑하는 마도리, 와루보로, 연공            |
| 2008 | 제50회 블루리본상                     | 신인상            | 사랑하는 마도리, 와루보로, 연공            |
| 2008 | 제31회 일본 아카데미상                | 신인여우상        | 연공                                       |
| 2008 | 제31회 일본 아카데미상                | 화제상 배우부문   | 연공                                       |
| 2008 | 제45회 골든 애로상                    | 영화상            | 빈칸                                       |
| 2009 | 제13회 닛칸스포츠 드라마 그랑프리     | 여우조연상        | 스마일                                     |
| 2009 | 제61회 더 텔레비전 드라마 아카데미상  | 여우조연상        | 스마일                                     |
| 2013 | 제79회 드라마 아카데미상              | 여우조연상        | 리갈 하이2                                 |
| 2015 | 제2회 컨피던스 어워드 드라마          | 여우주연상        | 오키테가미 쿄코의 비망록                   |
| 2016 | 제6회 컨피던스 어워드 드라마          | 여우주연상        | 도망치는 건 부끄럽지만 도움이 된다         |
| 2016 | 제26회 TV LIFE 연간 드라마 대상       | 여우주연상        | 도망치는 건 부끄럽지만 도움이 된다         |
| 2016 | 제20회 닛칸스포츠 드라마 그랑프리     | 여우주연상        | 도망치는 건 부끄럽지만 도움이 된다         |
| 2016 | 제91회 더 텔레비전 드라마 아카데미상  | 여우주연상        | 도망치는 건 부끄럽지만 도움이 된다         |
| 2017 | 제25회 하시다상                       | 하시다상          | 도망치는 건 부끄럽지만 도움이 된다         |
| 2017 | 제10회 도쿄드라마 어워드              | 여우주연상        | 도망치는 건 부끄럽지만 도움이 된다         |
| 2017 | 국제드라마 페스티벌 인 도쿄           | 주연여우상        | 도망치는 건 부끄럽지만 도움이 된다         |
| 2017 | 제94회 드라마 아카데미상              | 여우조연상        | 코드 블루 -닥터헬기긴급구명- 3rd season    |
| 2017 | 제27회 TV LIFE 연간 드라마 대상       | 여우조연상        | 코드 블루 -닥터헬기긴급구명- 3rd season    |
| 2017 | 제21회 닛칸스포츠 드라마 그랑프리     | 여우조연상        | 코드 블루 -닥터헬기긴급구명- 3rd season    |
| 2018 | 제60회 블루리본상                     | 주연여우상        | 믹스                                       |
| 2018 | 제41회 일본 아카데미상                | 우수 여우주연상   | 믹스                                       |
| 2022 | 2021 TVer AWARD                       | 특별상            | 도망치는 건 부끄럽지만 도움이 된다 신춘 SP |

### 내용주
1. ↑  《샤베쿠리007》 2010년 8월 24일 방송분.
2. ↑  마츠다 류헤이와 공동 주연
3. ↑  개봉일 기준은 일본에서의 개봉일이다.
4. ↑  나가야마 에이타와 공동 주연
5. ↑  개봉·방송일자 기준은 일본에서의 공개일이다.
6. ↑  현재 2019년판 캘린더까지 발매되고 있다.

### 참조주
1. 1 2  “이 사람도? 오키나와 출신의 여배우들 각키, 히가 마나미, 나카마 유키에 ... 아직도 많이!”. 《류큐신문》. 2019년 4월 27일. 2019년 11월 30일에 원본 문서에서 보존된 문서. 2021년 3월 3일에 확인함.
2. 1 2 3  “아라가키 유이의 프로필, 출연 정보, 일정”. 《더 텔레비젼 스타스케》. KADOKAWA. 2018년 7월 29일에 확인함.
3. 1 2 3  “아라가키 유이가 호시노 겐과 결혼 「이런 보고를 하는 날이 온다고는」”. 《닛칸스포츠》. 2021년 5월 19일. 2021년 5월 19일에 확인함.
4. ↑  “아라가키 유이 Yui Aragaki”. 레프로 엔터테인먼트. 2016년 9월 9일에 확인함.
5. 1 2 3 4 5 6 7  “아라가키 유이, 결혼에서 양보할 수 없는 점은? 「ar」 10월호”. 《cinemacafe.net》. イード. 2016년 9월 12일. 2016년 9월 12일에 확인함.
6. ↑  “아라가키 유이 「이유있는 새댁」으로 연속 드라마 주연 「도망치는 건 부끄럽지만 도움이 된다」”. 《모델 프레스》 (인터넷 네이티브). 2016년 7월 27일. 2016년 9월 12일에 확인함.
7. 1 2  “아야세 하루카, 타케우치 유코, 하루, 타카하타 미츠키까지 ... 「사실은 가수로 데뷔했다」 인기 여배우”. 《일본 탤런트 명감 타레메 report》. VIP 타임즈 사. 2016년 6월 22일. 2016년 9월 12일에 확인함.
8. ↑  “아라가키 유이의 프로필 - 스포니치 Sponichi Annex”. 《스포니치 Sponichi Annex》. 2021년 5월 16일. 2021년 5월 22일에 확인함.
9. ↑  레프로 부서 1부 (2013년 6월 15일). “...... 촬영 종료 후 •• 신장 측정 해 보았습니다!  결과는 ••• 169cm였습니다! by 각키”. 《트위터》. 2013년 6월 15일에 확인함.
10. 1 2  “이치오”. 《아라가키  유이 공식 블로그 - ameblo》. 2007년 11월 21일에 원본 문서에서 보존된 문서. 2016년 9월 9일에 확인함.
11. 1 2  “각키에 노넨 레나 잡지 「니콜라」는 인기 연예인 양성소였다!?”. 《닛칸타이슈》 (후타바사). 2016년 5월 28일. 2016년 9월 12일에 확인함.
12. ↑  「니콜라」2001년 10월호 112페이지,「제4회 독자 모델 그랑프리 결정 !!」
13. 1 2 3 4 5 6  “『포키』CM에서 브레이크에서 10년 ... 아라가키 유이가 항상 「전성기」로 계속된 이유”. 《신・ORICIN NEWS》. oricon ME. 2016년 10월 27일. 2017년 3월 18일에 확인함.
14. 1 2 3  “오퍼 쇄도 중 ... 포키 CM에서 튀는 각키의 매력”. 《ZAKZAK》. 산케이 신문사. 2006년 11월 22일. 2006년 11월 26일에 원본 문서에서 보존된 문서. 2013년 4월 15일에 확인함.
15. ↑  “아라가키 유이가 후배 · 카와시마 우미카가 말했다 「연예인 T」의 추억”. 《Asagei Plus》. 2015년 5월 10일. 2016년 9월 6일에 원본 문서에서 보존된 문서. 2016년 9월 12일에 확인함.
16. ↑  “신인 마츠다 쇼타, 아라가키 유이가 영화 「와루보로」의 무대 인사말”. 《아사히 신문》. 2007년 9월 8일. 2016년 9월 12일에 확인함.
17. ↑  “모두 각키를 관찰했다!? 와루보로 공연자들”. 《시네마 투데이》. 2007년 9월 10일. 2016년 9월 12일에 확인함.
18. ↑  hanako lovekawa. “SCHOOL OF LOCK!와 아라가키 유이의 heavenly Xmas in 일본 무도관”. TOKYO FM Broadcasting. 2013년 10월 7일에 원본 문서에서 보존된 문서. 2018년 7월 29일에 확인함.
19. ↑  “각키 2007년 최고의 여자 수상도 다리 부들 부들”. 《ORICON STYLE》 (oricon ME). 2008년 3월 16일. 2016년 9월 9일에 확인함.
20. 1 2  “아라가키 유이와 호시노 겐 결혼 발표 「서로 지지해  풍부한 시간을 쌓아 갈 수 있으면」【코멘트 전문】”. 《ORICON NEWS》. 2021년 5월 19일. 2021년 5월 19일에 확인함.
21. ↑  “아라가키 유이 & 호시노 겐 결혼 결혼 전제로 교제 시작했다 「도망 수치 SP」에서 재회”. 《주간 데일리》. 2021년 5월 19일. 2021년 5월 19일에 확인함.
22. ↑  “아라가키  유이 씨와 호시노 겐 씨가 결혼에”. NHK뉴스. 2021년 5월 20일. 2021년 5월 20일에 확인함.
23. ↑  ““각키로스”가 멈추지 않는 SNS 슬퍼하는 목소리 트위터에서도 트렌드들은 「탈력이 장난아니다」 전문가 「마음의 방향을 바꾸어 회복을」”. 《ZAKZAK》. 2021년 5월 21일. 2021년 5월 26일에 확인함.
24. 1 2  Techinsight (2013년 4월 14일). “SPEED에 들어가는 꿈이었다는 아라가키 유이”. 《livedoor news》. 2016년 9월 9일에 확인함.
25. ↑  “아라가키 유이 : 뜻밖의 상대와 공동 생활 8년 「도마뱀 사랑」 이야기”. 만탄웹. 2015년 4월 27일. 2015년 4월 27일에 원본 문서에서 보존된 문서. 2015년 4월 27일에 확인함.
26. ↑  “너무 귀여운 아라가키 유이 실은 댄스에 약한 「그런데 왜 항상 춤을 추는 것일까」”. 스포니치 아넥스. 2016년 11월 1일. 2016년 12월 3일에 확인함.
27. ↑  “아라가키 유이 블로그 탄생!  댓글 연일 대성황”. 산케이신문MSN. 2007년 11월 8일에 원본 문서에서 보존된 문서. 2016년 9월 9일에 확인함.
28. ↑  “「와카츠키 씨의 다음이야!」 각키 블로그 2위에 감동”. 산케이신문msn. 2007년 11월 17일에 원본 문서에서 보존된 문서. 2016년 9월 9일에 확인함.
29. ↑  “블로그를 읽는 아라가키 유이의 공식 팬클럽 사이트. 월액 840엔”. BBWatch. 2009년 6월 12일. 2016년 9월 9일에 확인함.